# Śledziennica naprzeciwlistna
Śledziennica naprzeciwlistna (Chrysosplenium oppositifolium L.) – gatunek rośliny z rodziny skalnicowatych.

## Rozmieszczenie geograficzne
Występuje w Europie. W Polsce rośnie tylko na Dolnym Śląsku i Pomorzu Zachodnim.

## Morfologia

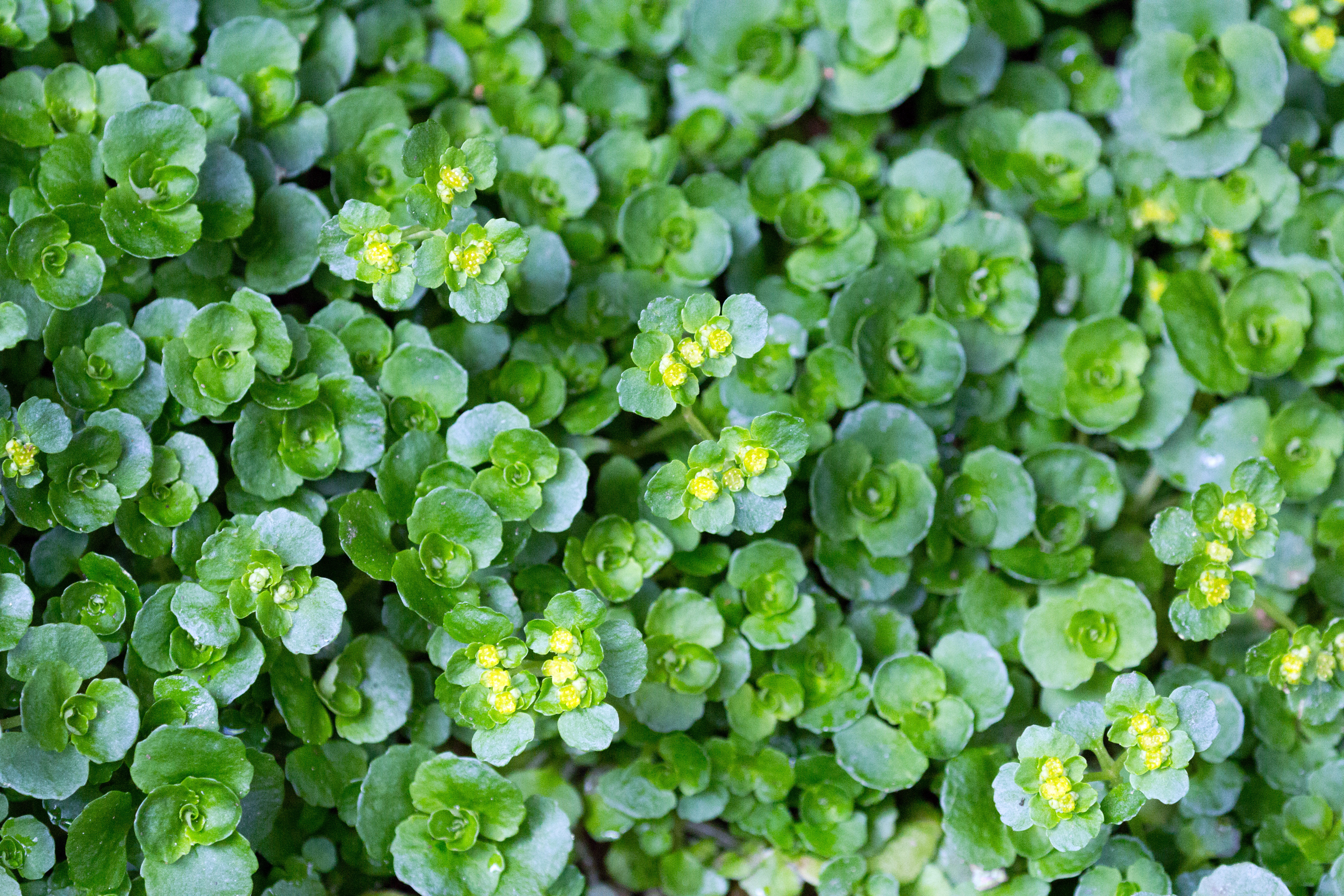
Pokrój

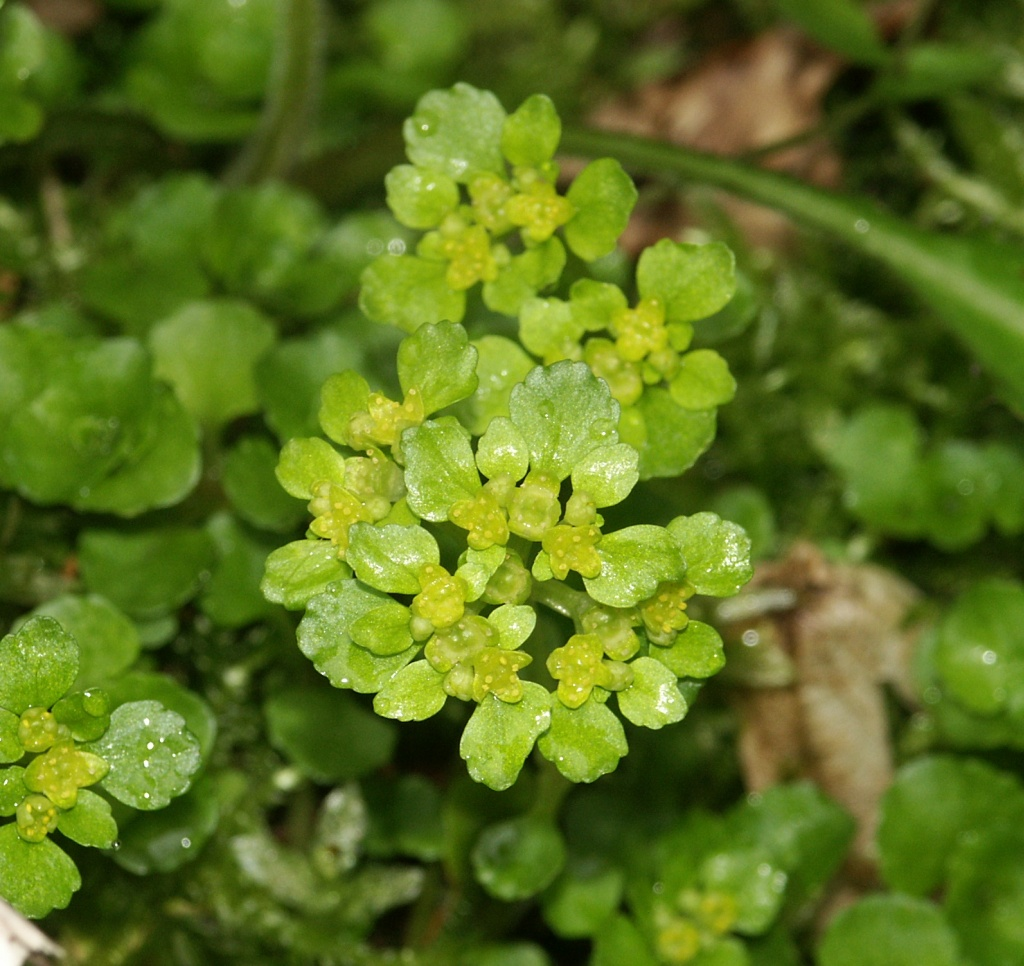
Kwiaty

ŁodygaDo 15 cm wysokości.
LiścieMiękkie i delikatne, karbowane, z wierzchu rzadko owłosione, sinawe od spodu, w nasadzie klinowate lub ucięte. Ogonek liściowy długości 2-7,5 mm. Blaszka długości 3-10 mm. Liście łodygowe naprzeciwległe.
KwiatyBez płatków. Działki kielicha 4, żółte. Pręcików 8. Słupek z dwiema szyjkami.
OwocJednokomorowa torebka pękająca dwuklapowo.

## Biologia i ekologia
Bylina. Rośnie w śródleśnych źródliskach. Kwitnie od kwietnia do czerwca. Tworzy swój własny zespół Chrysosplenietum oppositifolii, dla którego jest gatunkiem charakterystycznym.

## Zagrożenia i ochrona
Roślina umieszczona na Czerwonej liście roślin i grzybów Polski (2006) w grupie gatunków narażonych na wyginięcie (kategoria zagrożenia V). W wydaniu z 2016 roku otrzymała kategorię NT (bliski zagrożenia).